# 贝纳梅希
贝纳梅希，是西班牙安达卢西亚自治区科尔多瓦省的一个市镇。总面积53平方公里，总人口4914人（2001年），人口密度93人/平方公里。